# Пружина (округ Поважська Бистриця)
Пружина (словац. Pružina) — село, громада округу Поважська Бистриця, Тренчинський край. Кадастрова площа громади — 40.43 км².
Населення 2065 осіб (станом на 31 грудня 2021 року).

## Географія
Розташована печера Бабіратка.

## Історія
Пружина згадується 1272 року.

## Населення
| Рік:            | 1994. | 2004.   | 2014.   | 2024.   |
| --------------- | ----- | ------- | ------- | ------- |
| Кількість осіб: | 1948  | 1917    | 2025    | 2113    |
| Різниця:        |       | -1,59 % | +5,63 % | +4,34 % |

| Рік:            | 2023. | 2024.   |
| --------------- | ----- | ------- |
| Кількість осіб: | 2093  | 2113    |
| Різниця:        |       | +0,95 % |